# Iglesia de la Buena Dicha
La iglesia de la Buena Dicha es un templo católico de la ciudad española de Madrid construido a comienzos del siglo XX. Cuenta con el estatus de bien de interés cultural.

## Historia

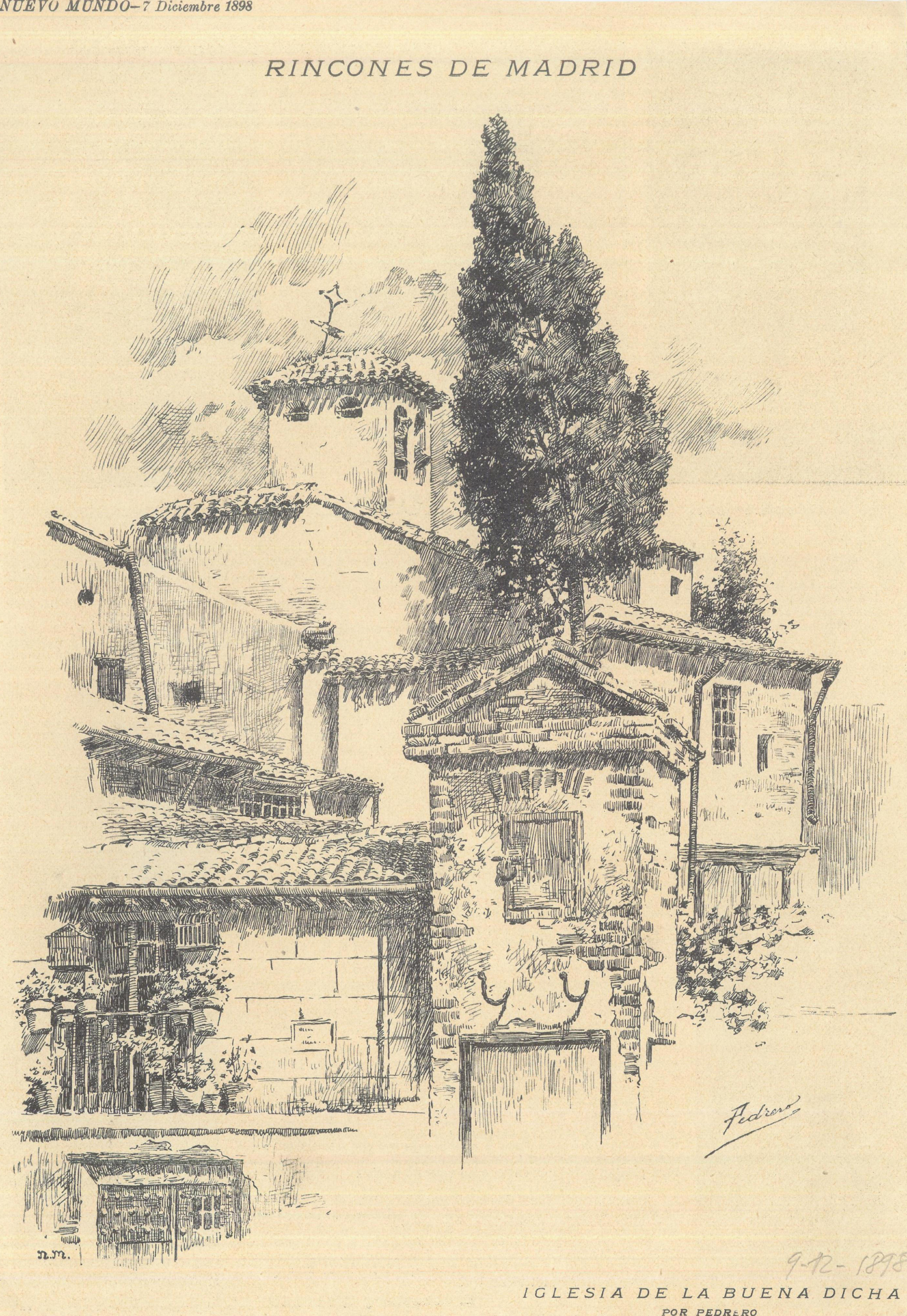
Antigua iglesia de la Buena Dicha hacia finales del

El Hospital de la Buena Dicha u Hospital de Nuestra Señora de la Concepción y Buena Dicha fue fundado en 1564 en la calle de Silva de la capital madrileña por fray Sebastián de Villoslada, abad de la parroquia y monasterio de San Martín, de la que dependía.
El fundador instituye una hermandad de misericordia dirigida por doce sacerdotes y sesenta y dos seglares para atender a los pobres de la parroquia, bajo la advocación de Nuestra Señora de la Concepción o de la Buena Dicha, por lo que se la conocerá como Hermandad de la Buena Dicha (fundada en 1594). La entrada principal del antiguo edificio daba a la calle de los Libreros y en la trasera se encontraba un pequeño cementerio, el cementerio de la Buena Dicha.
Durante los hechos del levantamiento del 2 de mayo de 1808, el hospital atiende a muchos de los heridos, y en él son enterrados varios de los héroes del levantamiento como Manuela Malasaña y Clara del Rey.
A finales del siglo XIX, tanto el cementerio como el hospital y su iglesia fueron derribados. En su lugar, el arquitecto Francisco García Nava, con el patronazgo de los marqueses de Hinojares, construyó entre 1914 y 1917 la actual iglesia de la Buena Dicha. 
El edificio sufrió daños durante la guerra civil española. En 2003 el Gobierno de la Comunidad de Madrid realizó obras de rehabilitación del edificio.

## Descripción

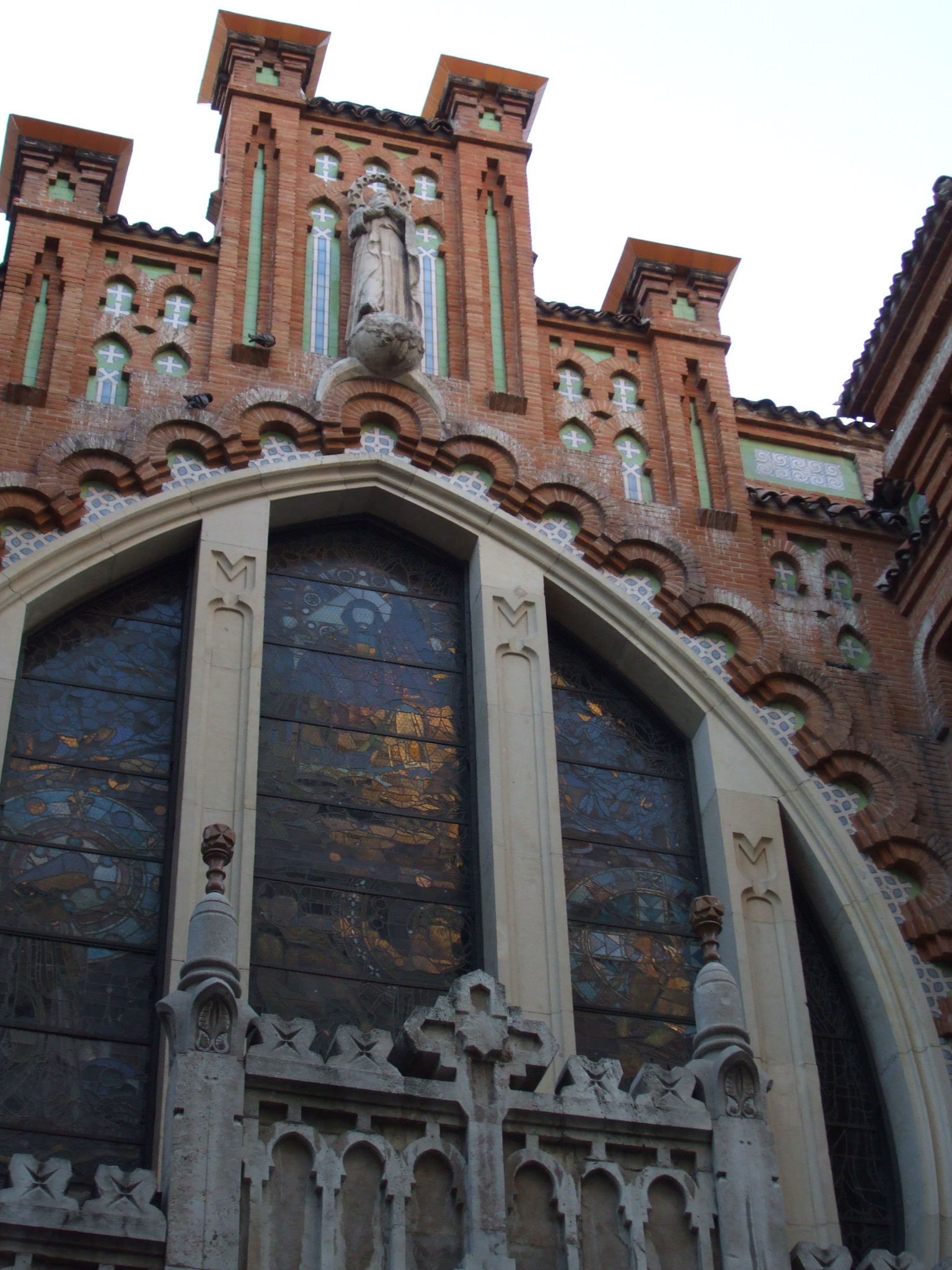
Detalles de la fachada

El exterior destaca por la mezcla de estilos: neogótico, neomudéjar e incluso neonazarí. El interior dispone de una sola nave, dividida en dos tramos y cabecera cuadrada cubierta con bóveda nervada octogonal con linterna central. A los pies, por donde se accede, se encuentra un coro alto, tamizado de color por vidrieras de estilo modernista. 
En una de las capillas se encuentra la Virgen de la Misericordia, con un grupo escultórico de la primera mitad del siglo XVII.
La parroquia se encuentra bajo la administración de los Padres Mercedarios, siendo su entrada actual por la calle de Silva, 25 y, dando su fachada trasera, con arcos entrelazados y mirador, a la calle de los Libreros, 12.